# Bridestones

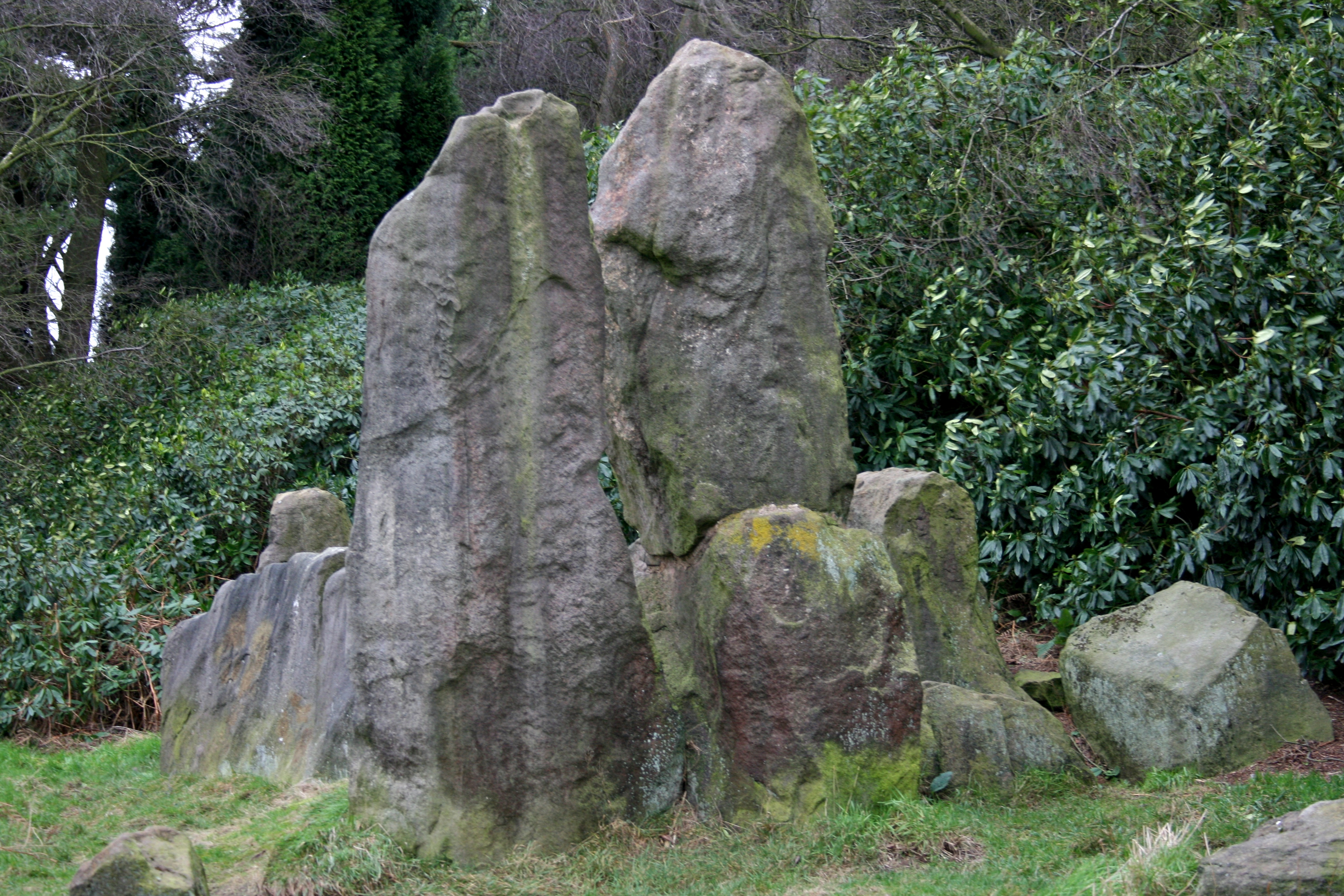
Die Bridestones

Die Bridestones liegen östlich von Timbersbrook und Congleton in Cheshire in England. Das noch nicht umfänglich untersuchte Denkmal ist einzigartig und in England typologisch kaum einzuordnen. Die verbliebenen Steine der einst großen Megalithanlage aus dem Neolithikum (3500–2400 v. Chr.) stehen und liegen zwischen den Sandsteinhügeln von Bosley Cloud (englisch The Cloud) und Wolfe Lowe nahe der Grenze zu Staffordshire.
Die Quellen von 1764 berichten von einem massiven Kammergrab (englisch chambered tomb) mit einem halbmondförmigen, gepflasterten Vorplatz und einer Kammertrennung durch ein Seelenloch. Der gesamte Komplex war angeblich 110 m lang mit einem gehörnten Cairn (englisch horned Cair) von 11,0 m Breite. Ein Bericht aus dem 18. Jahrhundert hält fest, dass außer der etwa 6,0 m langen und 2,7 m breiten Hauptkammer, die heute in Teilen noch besteht, zwei weitere Kammern im Abstand von 55 m vorhanden waren, von denen allerdings keine Spuren gefunden wurden. Es ist wahrscheinlich, dass sie westlich der Hauptkammer lagen, da sie vermutlich vom gleichen Cairn wie die Hauptkammer bedeckt wurden. Eine Reihe von Menhiren um den Vorplatz sind neben dem gesamten Cairnmaterial entfernt worden. Im 19. Jahrhundert wurde der Seelenlochstein durch Feuer zerstört, seine obere Hälfte ist verschwunden.
Die Bridestones sind ein Scheduled Monument.

## Kontext
Megalithanlagen mit halbmondförmigen Vorplätzen werden in der Clyde-Region Schottlands (die Clyde Tombs, z. B. Cairnholy und Carn Ban) sowie in Irland (dort als Court Tombs bezeichnet) angetroffen. Das zu den Bridestones nächstgelegene Beispiel ist Cashtal yn Ard auf der Isle of Man, während in England keine Beispiele bekannt sind. Mit dem Seelenloch haben die Bridestones ein Merkmal, das in der Regel mit den Cotswold Severn Tombs zu verbinden ist. Im Falle der Bridestones teilte der Seelenlochstein die Hauptkammer in zwei Kammern. Die Öffnung war groß genug für eine Person, um durchzukriechen. Ein Stein mit etwa identischen Proportionen ist Devil’s Ring and Finger in Staffordshire.
Unklar ist, warum ein solch ungewöhnliches Denkmal hier errichtet wurde, zumal Cheshire keine für ihre Jungsteinzeitarchitektur bekannte Grafschaft ist. Abgesehen von ein paar Langdolmen und zerstörten Einhegungen sind die Bridestones das einzige authentische neolithische Denkmal.